# Майкъл Барат
Майкъл Рийд Барат (на английски: Michael Reed Barratt) e американски лекар и астронавт на НАСА, участник в два космически полета и дълговременен престой в космоса по време на Експедиция 19 на МКС.

## Образование
Майкъл Барат завършва колежа Camas High School във Вашингтон през 1977 г. През 1981 г. завършва Университета на щата Вашингтон с бакалавърска степен по зоология. През 1985 г. завършва медицина в Северозападния университет на Чикаго, Илинойс. През 1988 г. взема специалност вътрешни болести в същото висше учебно заведение. През 1991 г. получава магистърска степен по аерокосмическа медицина от Университета Райт, Дейтън, Охайо. Владее перфектно писмено и говоримо руски език.

## Служба в НАСА
Майкъл Барат започва работа в НАСА през май 1991 г. През юли 1993 г. е избран за един от първите трима американци, които преминават пълен курс на обучение за полет с космическия кораб Союз. След това в периода 1994 - 1995 г. преминава курс за работа на Космическа станция Мир. След завършване на този курс в продължение на една година работи като полетен лекар в Звездното градче край Москва, Русия. От юли 1995 до юли 1998 г. Барат работи като шеф на медицинското обезпечаване в новата програма МКС. През този период отново многократно посещава Москва. След това е назначен за полетен лекар в наземния екип, който осигурява Експедиция 1 на МКС. Избран е за астронавт от НАСА на 26 юли 2000 г., Астронавтска група №18. През 2008 г. получава назначение в дублиращия екипаж на космическия кораб Союз ТМА-13. Взема участие в два космически полета. Има в актива си две космически разходки с обща продължителност 5 часа и 06 минути. Специалист на мисията при последния полет на космическата совалка Дискавъри. Мениджър по програмата за управление на човешките ресурси в НАСА.

## Полети
Майкъл Барат лети в космоса като член на екипажа на две мисии:
| Космически полети на Майкъл Рийд Барат                    | Космически полети на Майкъл Рийд Барат | Космически полети на Майкъл Рийд Барат | Космически полети на Майкъл Рийд Барат | Космически полети на Майкъл Рийд Барат | Космически полети на Майкъл Рийд Барат | Космически полети на Майкъл Рийд Барат |
| №                                                         | Дата                                   | КК                                     | Емблема на мисията                     | Функции                                | Продължителност                        |                                        |
| --------------------------------------------------------- | -------------------------------------- | -------------------------------------- | -------------------------------------- | -------------------------------------- | -------------------------------------- | -------------------------------------- |
| 1                                                         | 26 март 2009                           | „Союз ТМА-14“, Експедиция 19 на МКС    |                                        | Бордови инженер                        | 198 денонощия 16 часа 42 минути        |                                        |
| 2                                                         | 24 февруари 2011                       | „Дискавъри“, мисия STS-133             |                                        | Специалист на мисията                  | 12 денонощия 19 часа 04 мин. 50 сек.   |                                        |
| Сумарно време в космоса – 211 денонощия 11 часа 46 минути |                                        |                                        |                                        |                                        |                                        |                                        |

## Личен живот
Майкъл Р. Барат е женен и е баща на пет деца.